# Microrregión de Conceição do Araguaia
La microrregión de Conceição do Araguaia es una de las microrregiones del estado brasileño del Pará perteneciente a la Mesorregión del Sudeste Paraense. Su población fue estimada en 2006 por el IBGE en 115.950 habitantes y está dividida en cuatro municipios. Posee un área total de 31.195,314 km².

## Municipios
- Conceição do Araguaia
- Floresta do Araguaia
- Santa Maria das Barreiras
- Santana do Araguaia

- Datos: Q598147